# Tomasz Targosz
Tomasz Targosz (ur. 20 czerwca 1986 roku) – polski muzyk, kompozytor, aranżer i instrumentalista . Członek zespołów Crystal Viper (w latach 2006–2009), Kingdom Waves (w latach 2011–2012) i CETI (od 2013 roku) .